# Malé Uherce
Malé Uherce (in ungherese Kisugróc) è un comune della Slovacchia facente parte del distretto di Partizánske, nella regione di Trenčín.